# Утендаль, Александр
Александр Утендаль (Alexander Utendal; после 1530, Гент — 7.5.1581, Инсбрук) — фламандский композитор, работавший в Австрии и Чехии. 

## Очерк биографии и творчества
Служил при дворах Марии Австрийской и Фердинанда II (с 1564 в Праге, с 1567 в Инсбруке, вице-капельмейстер его капеллы с 1580).
Основной жанр творчества — мотет. В 1570 г. выпустил сборник «Семь покаянных псалмов» (Septem psalmi poenitentiales; произведения написаны с применением 12-ладовой схемы Г. Глареана), в 1571–1577 — три сборника мотетов под типовым заголовком Sacrae cantiones. Среди духовной музыки — три мессы на 5 и 6 голосов, а также магнификаты в восьми тонах (1573). Из светской музыки Утендаля сохранились сборник немецких (Lieder) и французских (шансон) многоголосных песен (1574), а также три 4-голосные немецкие песни в сборнике «Schöne, ausserlessene, geistliche und weltliche teutsche Lieder» (1585). В нотации собственных сочинений придавал значение знакам альтерации (тщательно выписывал их), один из первых стал использовать особый знак бекара вместо знака cancellatum.
О признании Утендаля свидетельствует обсуждение цикла покаянных псалмов в трактате «Musica poetica» (1606) И. Бурмейстера, ссылки на его мотеты в трактатах «Мелопея» (1592) и «Первое музыкальное упражнение» (1600) З. Кальвизия.